# Футю (город, Хиросима)
Футю (яп. 府中市 Футю:-си) — город в Японии, находящийся в префектуре Хиросима. Площадь города составляет 195,71 км², население — 40 285 человек (1 июля 2014), плотность населения — 205,84 чел./км².

## Географическое положение
Город расположен на острове Хонсю в префектуре Хиросима региона Тюгоку. С ним граничат города Фукуяма, Миёси, Ономити, Сёбара и посёлки Сера, Дзинсекикоген.

## Население
Население города составляет 40 285 человек (1 июля 2014), а плотность — 205,84 чел./км². Изменение численности населения с 1980 по 2005 годы:
| 1980 | 56 209 чел. |  |
| 1985 | 54 939 чел. |  |
| 1990 | 52 692 чел. |  |
| 1995 | 50 356 чел. |  |
| 2000 | 47 697 чел. |  |
| 2005 | 45 188 чел. |  |

## Символика
Деревом города считается сакура, цветком — гортензия.